# VISTA
VISTA는 베트남, 인도네시아, 남아프리카 공화국, 터키, 아르헨티나의 두문자어이다. 신흥 시장을 이야기 할 때 쓰이는 경제학 용어이다. VISTA라는 개념은 2006년 일본의 브릭스 경제연구소에서 처음으로 제안하였다.

## 구성 국가
- 아르헨티나
- 인도네시아
- 남아프리카 공화국
- 튀르키예
- 베트남

## 같이 보기
- 넥스트 일레븐
- VISTA (Vehicle Infortainment System Testing Automation)  by Suresoft Technologies, Inc